# Johannes Buder
Johannes Buder, född 16 november 1884, död 18 juli 1966, var en tysk botanist.
Buder blev professor i botanik och direktör för botaniska trädgården i Greifswald 1922. Sin forskning ägnade Buder huvudsakligen åt växtfysiologin, där han avhandlade fototaxi, purpurbakteriernas biologi och det röda färgämne, bakteriopurpurin, som dessa bakterier innehåller.